# Prom Night III - L'ultimo bacio
Prom Night III - L'ultimo bacio (Prom Night III: The Last Kiss) è un film del 1989 diretto da Ron Oliver.
Il film, con Courtney Taylor e Tim Conlon, è il secondo sequel del film horror cult del 1980 Non entrate in quella casa ed è uscito in Canada direttamente in formato direct-to-video.

## Trama
L'omicida reginetta del ballo Mary Lou Maloney, morta bruciata viva nel 1957 dal suo ex ragazzo, riesce a sfuggire dall'Inferno. Ritornando al luogo della sua morte, la Hamilton High School, Mary Lou uccide Jack Roswell il custode della scuola e uno dei suoi tanti ex fidanzati fulminandolo con un jukebox fino a fargli scoppiare il petto. Il giorno dopo la morte di Jack, il preside Weatherall apre ufficialmente la palestra recentemente ricostruita, tagliandosi l'indice mentre tagliava il nastro con un paio di forbici, un atto che spinge una forza invisibile a devastare la palestra con forti venti.
Alcune ore dopo l'apertura della palestra, lo studente medio Alexander Gray soprannominato Alex, sogna di andare alla facoltà di medicina, lascia un appuntamento con la sua ragazza Sarah Monroe per prendere i suoi libri di testo da scuola per studiare un test, però la sarcastica consulente scolastica Ms. Richards gli ha detto che i suoi voti significano che non raggiungerà mai il suo sogno e che invece farà poco più che un lavoro umile. Mentre è a scuola, Alex viene avvicinato da Mary Lou e alla fine i due fanno sesso sulla bandiera americana in un corridoio. Il giorno dopo Alex si risveglia nudo, e si nasconde nel bagno per non farsi vedere dalle persone, durante la giornata Mary Lou gli appare, sia durante il suo test di biologia e in una partita di football, che Mary Lou aiuta Alex a vincere, con grande rabbia del rivale Andrew Douglas.
Con l'aiuto di Mary Lou, i voti di Alex salgono di molto e uccide il professore di biologia con un trita ghiaccio e poi riempie il suo corpo di frutta. Alex diventa una stella del football, anche se la sua storia d'amore segreta con Mary Lou mette a dura prova la sua relazione con Sarah. Ms. Richards sospetta che Alex abbia cambiato i suoi voti e cerca di chiamare i suoi genitori e a cercare il ragazzo, però Mary Lou la uccide facendo bruciare il volto con l'acido di batterie dal casco asciugacapelli. Alex, dopo aver ricevuto una motocicletta e una giacca di pelle dai suoi genitori come regali per i suoi risultati a scuola, seppellisce i corpi di Ms. Richards e del prof di biologia nel campo da football, Alex si confronta con Andrew, che in precedenza lo aveva cacciato dalla squadra di football, e i due iniziano a litigare, che finisce quando Mary Lou uccide Andrew impalandolo al palo della porta di calcio lanciando un pallone da rugby, che si trasforma in un trapano rotante a metà volo, verso di lui. Stanco degli omicidi di Mary Lou e della sua ossessione per lui, Alex cerca di rompere le cose con lei, cosa che la fa infuriare.
Cercando di andare avanti con la sua vita dopo aver scaricato Mary Lou, Alex cerca di sistemare le cose con Sarah invitandola al ballo di fine anno che inaugura la nuova palestra, solo per scoprire che lei andrà con il nerd Leonard Welsh. Trovandosi perseguitato da Mary Lou, Alex racconta tutto al suo migliore amico Shane Taylor, il che spinge Mary Lou ad assumere le sembianze della sorella minore di Alex e uccide Shane strappandogli il cuore. La morte di Shane viene quindi attribuita ad Alex, che i genitori di Shane vedono fuggire da casa con le mani insanguinate. Rintracciato a casa sua, Alex viene arrestato e messo in prigione, mentre è nella sua cella, Alex viene avvicinato da Mary Lou, ma Alex la rifiuta ancora una volta, se ne va per uccidere Sarah, prima di farlo fulmina un paio di agenti e lasciando dietro di sé le chiavi della cella, Alex le usa per scappare.
Mentre Alex corre al ballo di fine anno, costringendo l'agente Larry a portarlo a scuola sotto la minaccia, Sarah viene attaccata da Mary Lou, che aveva ucciso Leonard avvolgendolo in un nastro magnetico. Raggiunta la palestra mentre Mary Lou sta per uccidere Sarah sul palco, Alex si offre volontario per andare all'Inferno con Mary Lou, facendole promettere che se va con lei lascerà tutti gli altri in pace. Mentre Mary Lou e Alex scendono nel terreno, Sarah li segue, saltando nel portale prima che si chiuda.
Sarah salva Alex da Mary Lou e dai "spiriti" delle persone uccise da quest'ultima, Alex e Sarah fugono attraversandi un portale, credendo che l'evento sia finito, Alex e Sarah si recano in una tavola calda per contattare i loro genitori. Tuttavia, anche Mary Lou riappare e infila il braccio attraverso Sarah, uccidendola. Mentre Alex cerca di convincere gli altri intorno a lui ad aiutarlo, ma si rende conto che è negli anni 50 dove tutti intorno a lui apparentemente non possono vederlo o sentirlo. Perdendo l'ultima parte della sua sanità mentale, ammette la sconfitta davanti a Mary Lou e rimane a ridere istericamente.

## Produzione
Diverse versioni circolanti del film non contengono la scena di nudo non integrale di Courtney Taylor, che nel film interpreta Mary Lou. 
Uno degli insegnanti, Mr. Walker, è interpretato George Chuvalo, ex pugile canadese professionista.